# グラディウス・ザ・スロット
『グラディウス・ザ・スロット』 (GRADIUS THE SLOT) は、KPEから発売されたパチスロ機。導入日は2011年7月25日。ART搭載で天井はない。コナミのゲーム『グラディウスシリーズ』とのタイアップ機。世界観はゲーム作品に準じている。

## 登場人物
エース
声：関智一
グラディウス軍のエースパイロットで、ビックバイパーのパイロット。
ミネルヴァ
声：島本須美
惑星グラディウスの王女で、ロードブリティッシュのパイロット。
マゼラン
声：秋元羊介
グレートミネルヴァ（宇宙戦艦）の艦長。
ジュノー
声：浜田賢二
グレートミネルヴァの航海士。
ヴェスタ
声：長沢美樹
グレートミネルヴァのオペレーター。
ディアナ
声：山口由里子
ビックバイパーを製造した科学者。
ブルート
声：稲田徹
グレートミネルヴァのメカニック。
R-EX
声：下崎紘史
グレートミネルヴァの雑用全般を行うロボット。

## 登場兵器
- ビックバイパー[4]
- ロードブリティッシュ
- グレートミネルヴァ

## スペック
BIG BONUS (BB)は赤7揃いまたは青7揃いで突入し、369枚を超える払い出しで（純増252枚）終了。REG BONUS (RB)は青7-青7-赤7揃いで突入し63枚を超える払い出し（純増48枚）で終了。ARTの「ゼロスアタック」は純増約1.2枚／ゲームが、1セット40ゲーム分継続する。設定ごとの当選確率は下表に示す。
| 設定  | BB確率   | RB確率   | ボーナス合成確率 | ボーナス+ART合算確率 | 機械割 |
| ----- | -------- | -------- | ---------------- | -------------------- | ------ |
| 設定1 | 1/425.56 | 1/504.12 | 1/230.76         | 1/148.3              | 97.0%  |
| 設定2 | 1/412.18 | 1/481.88 | 1/222.16         | 1/140.3              | 98.6%  |
| 設定3 | 1/399.61 | 1/471.48 | 1/216.29         | 1/137.0              | 101.4% |
| 設定4 | 1/385.51 | 1/451.97 | 1/208.05         | 1/125.3              | 104.6% |
| 設定5 | 1/374.49 | 1/439.84 | 1/202.27         | 1/122.7              | 107.6% |
| 設定6 | 1/366.12 | 1/431.16 | 1/197.99         | 1/115.1              | 110.8% |